# Mala Črešnjevica
Mala Črešnjevica – wieś w Chorwacji, w żupanii virowiticko-podrawskiej, w gminie Pitomača. W 2011 roku liczyła 199 mieszkańców.